# Rybczewice
Rybczewice è un comune rurale polacco del distretto di Świdnik, nel voivodato di Lublino.
Ricopre una superficie di 99,09 km² e nel 2004 contava 3 999 abitanti.